# Жртве рата
Жртве рата (енгл. Casualties of War) је ратна драма Брајана де Палме из 1989. са Мајклом Џеј Фоксом и Шоном Пеном у главним улогама. Сценарио Дејвида Рејба заснован је на стварним догађајима из 1966. Главни извор за филм био је чланак Данијела Ланга.
Тема филма је како се нормално морално понашање одбацује током рата и како војници постају дивљаци који могу дехуманизирати оне невине, али и лична одговорност да се задржи моралност и у екстремним условима.

## Радња
Прича се врти око групе америчких војника, који, брутализовани суровошћу рата у којем су се приморани борити, киднапују девојку из вијетнамског села, у којем су морали обавити извиђачку мисију, те након краћег злостављања (која укључује силовање) ликвидирају је. Ериксон, један од њих, који себе сматра хуманистом, а не бруталистом, одбија учествовати у садистичком иживљавању над недужном девојком, па бива екскомунициран из групе. Покушавајући задржати присебност у тешким условима, Ерикксон настоји помоћи несретној девојци, што само додатно озлојеђује његове саборце. Након што је девојка убијена, Ериксон покушава поднети тужбу и започети судски поступак, али открива да су заповедници америчке војске равнодушни према злочинима које она чини. На крају Ериксон успева досегнути правду, и поред тога што је ризиковао властити живот.